# Philippe Gondet
Philippe Gondet (17. května 1942, Blois – 21. ledna 2018, Vertou) byl francouzský fotbalista.
Hrál útočníka hlavně za FC Nantes. Byl na MS 1966.

## Hráčská kariéra
Gondet hrál útočníka za FC Nantes, s nímž vyhrál ligu v letech 1965 a 1966, a dále za vojenský tým Joinville, Red Star FC a SM Caen. V roce 1966 se stal králem střelců francouzské ligy s 36 góly, což byl dosavadní rekord. Byl vyhlášen nejlepším francouzským fotbalistou v letech 1965 a 1966.
V reprezentaci hrál 14 zápasů a dal 7 gólů. Byl na MS 1966.

## Úspěchy

### Klub
Nantes
- Francouzská liga (2): 1964/65, 1965/66

### Individuální
- Fotbalista roku ve Francii (2): 1965, 1966
- Král střelců francouzské ligy (1): 1965/66